# Wilhelm Laage
Wilhelm Laage (* 16. Mai 1868 in Stellingen bei Hamburg; † 3. Januar 1930 in Ulm) war ein deutscher Maler und Holzschneider.

## Leben und Werk

Selbstbildnis, 1927, Öl auf Leinwand, 44 × 31 cm Sammlung des Städtischen Kunstmuseums Spendhaus Reutlingen.

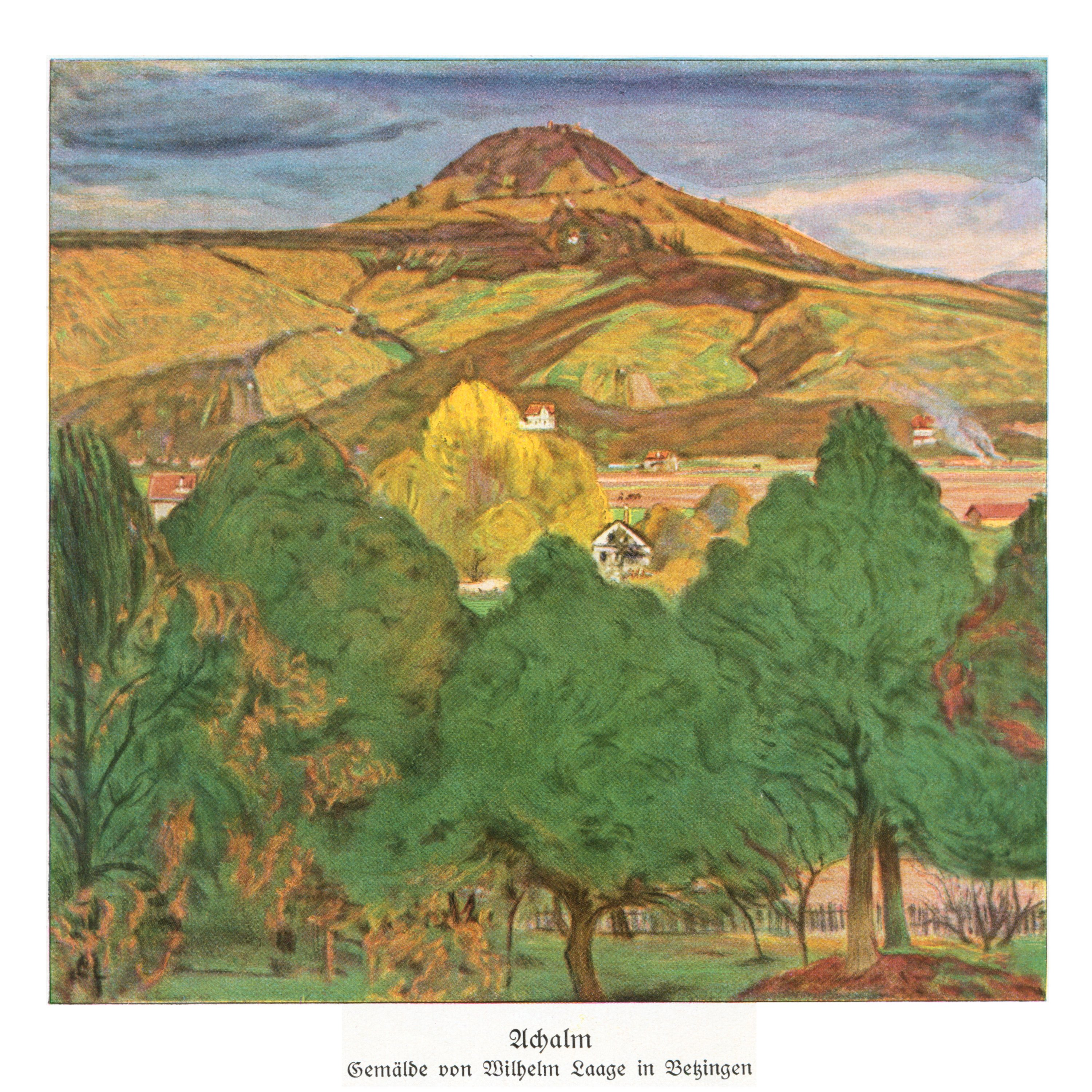
Gemälde von Laage: Die Achalm, Hausberg von Reutlingen.

Wilhelm Laage wurde 1868 in der Nähe Hamburgs, im Dorf Stellingen (damals Schleswig-Holstein) im großelterlichen Bauernhaus geboren. Sein Vater arbeitete als Friedhofsgärtner und Totengräber, seine Mutter in einer Bleicherei. Nach Ende der Schulzeit arbeitete er zunächst in der Bleicherei der Mutter, danach acht Jahre in einem Hamburger Wirtshausbetrieb. In seiner Freizeit begann Laage zu zeichnen und zu malen. Von 1890 bis 1892 besuchte er die Gewerbeschule Hamburg und durch Förderung Alfred Lichtwarks von 1893 bis 1899 die Kunstakademie in Karlsruhe bei Carl Langhein, Robert Poetzelberger und Leopold von Kalckreuth, dessen Meisterschüler er wurde. Er schloss Freundschaft mit Karl Hofer, Friedrich Mißfeldt und Emil Rudolf Weiß. 1896 begann er sein grafisches Schaffens mit Holzschnitt und Lithografie. 1899 folgte er seinem Lehrer Leopold von Kalckreuth an die Kgl. Kunstschule in Stuttgart. Im selben Jahr veröffentlichte Friedrich Dörnhöffer in der in Wien erscheinenden Die Graphischen Künste einen ersten Beitrag über die Grafik Laages.
Von Dezember 1900 bis Mai 1901 hielt er sich in Paris auf und arbeitete in einem Atelier in der Rue Leclercs. In Paris sah er die erste große Van-Gogh-Ausstellung in der Galerie Bernheim. Das in Paris entstandene Bild „Die Heide“ erhält in Oldenburger eine Silbermedaille. E. R. Weiss veröffentlicht einen Beitrag über Laage in der Zeitschrift „Ver Sacrum“.
1903 kaufte Karl Ernst Osthaus für das von ihm begründete Folkwang Museum in Hagen erste Werke Laages an. 1904 nahm er an Ausstellungen in Wien und Dresden („Große Kunstausstellung Dresden“) teil. Er heiratete seine Mitschülerin Hedwig Kurtz aus Reutlingen und lässt sich mit ihr zunächst in Cuxhaven nieder. Dort besucht ihn der Hamburger Kunstsammler, Mäzen und Kunstkritiker Gustav Schiefler. 1906 stellte er gemeinsam mit Wassily Kandinsky, H. Neumann und G. Hentze als Gast in der 1. Graphik-Ausstellung der Künstlergemeinschaft „Brücke“ in Dresden aus. Im September 1907 siedelte die Familie Laage nach Betzingen bei Reutlingen über, wo sie bis 1914 lebte. Da er sich zunächst im Schwäbischen nicht recht heimisch fühlte, kehrte er ab 1908 jeden Sommer wieder nach Cuxhaven und in die Altenwalder Heide zurück, wo er noch lange mit Vorliebe seine Motive fand.
1912 veröffentlichte Gustav Schiefler den Œuvre-Katalog „Das graphische Werk Wilhelm Laages bis 1912“. 1914 wurde ihm der Villa-Romana-Preis, der Ehrenpreis der Stadt Leipzig und die Staatsmedaille auf der Internationalen Graphik-Ausstellung in Leipzig verliehen. Wegen seines fortgeschrittenen Alters beendete er 1924 sein Holzschnittwerk, war aber weiter als Maler tätig. Während der Vorbereitung einer Ausstellung seiner Werke in Ulm starb Laage am 3. Januar 1930. Wilhelm Laage war Mitglied im Deutschen Künstlerbund.
Mit seiner Frau Hedwig hatte Wilhelm Laage den Sohn Friedrich (1905–1940). Dieser erkrankte als Kind an Hirnhautentzündung und erlitt im Verlauf dieser Erkrankung eine bleibende Hirnschädigung. Diese ließ Friedrich ein Opfer des nationalsozialistischen Euthanasie-Programms werden. Friedrich Laage wurde im Alter von 35 Jahren in der NS-Tötungsanstalt Grafeneck in der Nähe seiner Heimatstadt Reutlingen ermordet.
Am 30. April 2017 wurde eine Folge der Sendung Lieb & Teuer des NDR ausgestrahlt, die von Janin Ullmann moderiert wurde. Darin wurde mit der Gemälde-Expertin Ariane Skora ein Ölgemälde mit dem Titel Mohn II besprochen, das von Wilhelm Laage gemalt wurde.

## Zitate
Wilhelm Boeck schrieb 1969: „Unbestreitbar ist, dass Laage in manchen Fällen dem Gang der Kunstgeschichte um Jahre vorausgegriffen hat.“
HAP Grieshaber 1979: „Er ist der beste Holzschneider in Reutlingen gewesen. Malgré tout.“
Alfred Hagenlocher (Wilhelm Laage. Das graphische Werk. München 1969, S. 14): „Sie [Wilhelm Laage, Karl Hofer und Emil Rudolf Weiß] sind in Deutschland die Ersten, von denen im Bereich des spezifisch Graphischen eine eigene, legitime Beziehung zu jener Innenwelt aufgenommen wird, die sich von van Gogh und Munch herleiten läßt. Die Rückschau läßt erkennen, daß hier der Frühexpressionismus eine erste gültige Ausformung erfahren hat, wenn auch die Voraussetzungen zum eigentlichen Durchbruch in das breitere Kunstgeschehen noch nicht gegeben waren.“

## Sekundärliteratur
- Georg Laage: Laage, Wilhelm, Friedrich. In: Schleswig-Holsteinisches Biographisches Lexikon, Bd. 1. Wachholtz, Neumünster 1970, S. 177–178.

- Eros, Traum und Tod. Zwischen Symbolismus und Expressionismus. Die frühe Grafik von Karl Hofer, Wilhelm Laage und Emil Rudolf Weiß. Ausst.-Kat. Städtische Wessenberg-Galerie Konstanz und Städt. Kunstmuseum Spendhaus Reutlingen. Konstanz/Reutlingen 2012, ISBN 978-3-86568-772-2.

- Wilhelm Laage „… seine Zeit wird kommen“ Claudia Schönjahn, Daria Stelzer, Ralf Gottschlich. Ausst.-Kat. Kunstmuseum Reutlingen, Spendhaus, [2018], ISBN 978-3-939775-68-3.

- Kai Hohenfeld: Wilhelm Laage (1868–1930) – Nächtliche Dämonen. In: Die dunkle Seite des Mondes. Schattenbilder aus Kunst und Literatur (Veröffentlichungen des Kunstmuseums Albstadt, Nr. 181/2019), Text von Kai Hohenfeld, Ausst.-Kat. Kunstmuseum Albstadt 2019/20, S. 12–13.

## Ehrungen
- Die Straßen und Wege u. a. in Cuxhaven-Duhnen und  Reutlingen wurden nach ihm benannt.